# Hycleus aegyptiacus
Hycleus aegyptiacus là một loài bọ cánh cứng trong họ Meloidae. Loài này được Marseul miêu tả khoa học năm 1870.